# 태리 (가수)
태리(1994년 8월 6일 ~ )는 대한민국의 가수다. 2016년 싱글 《Solo》로 정식 데뷔했다. 지속적으로 인디 힙합 신에서 활동하면서 여러’ 싱글 발매와 RED&BLUE’, ‘NEMO’ 등 자신만의 음악 색깔을 담은 EP들을 발매해왔다.
이후 ‘to my party’, ‘먼저 갈게’ 등의 싱글들을 여러차례 발매하며 가사로서 대중들의 공감을 얻으며 감성을 자극하는 매력을 가진 래퍼로 자리 잡고있다.

## 학력
- 동아방송예술대학교

## 방송
- 쇼미더머니 10 (2021) - Top132